# 赖志鸿
赖志鸿（1971年1月—），福建永定人，中共党员，曾任广州市卫生健康委员会党组书记、主任，现任广州市人民政府副市长。

## 生平
曾先后任职于广州市东山区防疫站、广州市越秀区政府、广州市统计局，2021年8月起，任广州市卫生健康委员会党组书记、主任。2022年9月，任广州市人民政府副市长。